# Uraria fujianensis
Uraria fujianensis är en ärtväxtart som beskrevs av Y.C.Yang och Pu Hwa Huang. Uraria fujianensis ingår i släktet Uraria och familjen ärtväxter. Inga underarter finns listade i Catalogue of Life.